# Paul Hartwig (Admiral)
Paul Hartwig (* 14. September 1915 in Steins; † 9. März 2014 in Altenholz) war ein deutscher Marineoffizier. Zuletzt war er Vizeadmiral und Befehlshaber der Flotte.

## Militärische Laufbahn
Hartwig trat 1935 als Offizieranwärter in die Kriegsmarine ein. Am 1. April 1938 wurde er zum Leutnant zur See befördert. Er diente zunächst auf dem Panzerschiff Deutschland. Am 1. Oktober 1939 zum Oberleutnant zur See befördert, wurde Hartwig Anfang 1940 zur Ubootwaffe versetzt und dort ausgebildet. Von 1940 bis 1942 diente er als Wachoffizier auf U 125. Im März 1942 stellte er U 517 als Kommandant in Dienst und wurde am 1. April 1942 zum Kapitänleutnant befördert. Während der ersten Einsatzfahrt von August bis Oktober 1942 versenkte sein Boot vor der kanadischen Küste acht Handelsschiffe und die kanadische Korvette Charlottetown (K-244). Kurz nach dem Auslaufen zur zweiten Einsatzfahrt wurde das Boot am 21. November 1942 von Flugzeugen des britischen Flugzeugträgers Victorious angegriffen und versenkt. Hartwig geriet in Gefangenschaft und blieb dort bis zum Ende des Zweiten Weltkriegs.
Am 11. April 1956 trat Hartwig als Korvettenkapitän in die Bundesmarine ein und diente als Referent (damalige Bezeichnung „Hilfsreferent“) im Bundesministerium der Verteidigung. Von September 1957 bis Ende 1959 war er Adjutant des Generalinspekteurs der Bundeswehr und wurde am 1. Juli 1958 zum Fregattenkapitän befördert. Im Januar 1960 wurde er Kommandant der Schulfregatte Hipper. Von Januar 1961 bis Dezember 1963 war er Referatsleiter (damalige Bezeichnung „Referent“) im Bundesministerium der Verteidigung, wo er am 1. Oktober 1961 zum Kapitän zur See befördert wurde. Von 1964 bis Oktober 1966 war er Unterabteilungsleiter im Verteidigungsministerium, um im Oktober 1966 das Kommando über das 1. Zerstörergeschwader und im Januar 1967 über das 3. Zerstörergeschwader zu übernehmen. Am 1. April 1968 übernahm er unter Beförderung zum Flottillenadmiral das Kommando über die Zerstörerflottille. Als Konteradmiral wurde er am 1. Oktober 1970  im Flottenkommando Stellvertreter des Befehlshabers der Flotte. Am 1. April 1972 wurde Hartwig zum Vizeadmiral befördert und zum Befehlshaber der Flotte ernannt. Von diesem Dienstposten aus wurde er am 30. September 1975 in den Ruhestand versetzt.
Hartwig war verheiratet und hatte fünf Kinder.